# Marc'Antonio Ingegneri

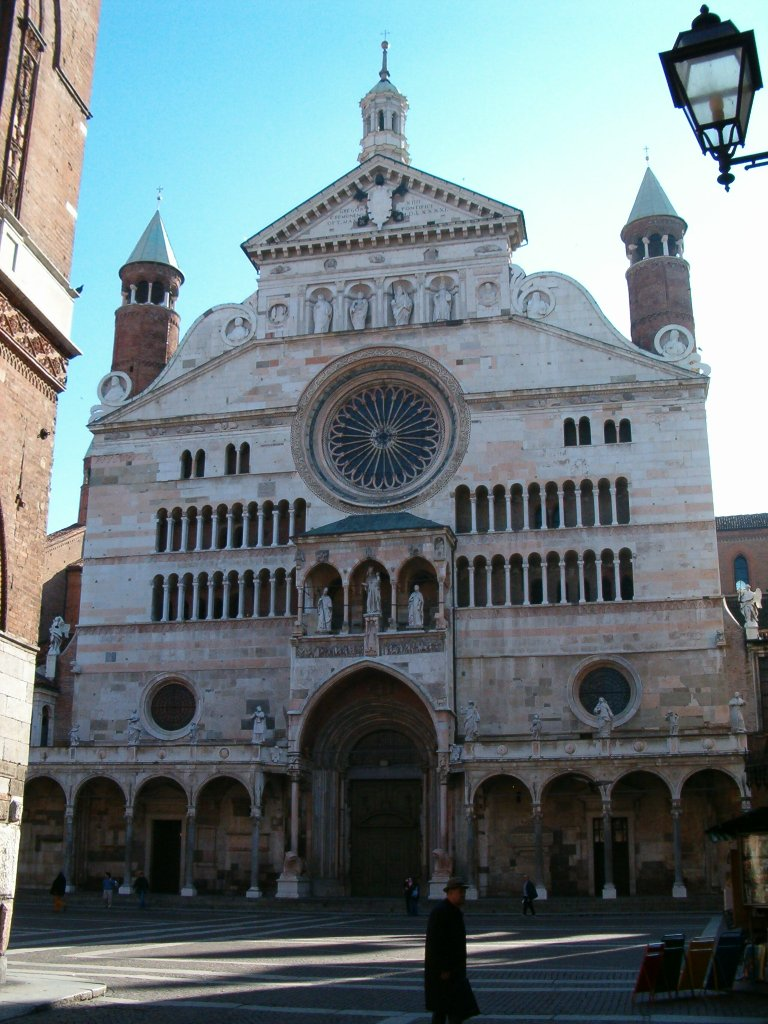
Duomo di Cremona

Marc'Antonio Ingegneri (anche Ingegnieri, Ingignieri, Ingignero, Inzegneri) (Verona, 1536 – Cremona, 1º luglio 1592) è stato un compositore italiano, maestro di Claudio Monteverdi.

## Biografia
Figlio di un fabbro, Ingegneri nacque fra il 1535 e il 1536 (in un registro parrocchiale del 1541 è segnato, insieme ad altri componenti della sua famiglia, come un bambino di 5 anni). Negli anni '50 lasciò Verona e lo si ritrova nel 1557 fra gli archi dell'orchestra della basilica di San Marco a Venezia. In seguito fu allievo di Cipriano de Rore a Parma e Vincenzo Ruffo a Verona. Attorno al settembre 1566 si trovava sicuramente a Cremona. Nel 1570 pubblicò a Venezia il suo primo libro di madrigali a 4 voci e nel 1581 divenne maestro di cappella del duomo di Cremona. Fu proprio con questa posizione che diventò insegnante del giovane Claudio Monteverdi. Fu stretto amico di Niccolò Sfondrati, in seguito papa Gregorio XIV, fautore della politica controriformista, il quale lo influenzò nella sua scrittura musicale. Riguardo al suo modo di comporre infatti, Ingegneri è spesso menzionato come appartenente alla Scuola romana, e cioè quella vicina a Giovanni Pierluigi da Palestrina.

## Composizioni
Nel 1573 e nel 1587 diede alle stampe due libri di messe; scrisse prevalentemente madrigali per quattro/otto voci (8 libri) e, come minimo, 3 libri di mottetti. Nei suoi madrigali si ravvisa particolarmente una tendenza al conservatorismo, che ignora le avanguardie rappresentate dalle opere di Luzzasco Luzzaschi e Luca Marenzio. Scrisse inoltre un'aria dedicata a Laura Peperara, grande musicista del '500 ("D'aria un tempo nodrimmi", contenuto nel "Terzo libro de madrigali a cinque voci", 1580)

### Selezione delle opere
- "Il primo libro de madrigali a quattro voci" Venezia: Gardano, 1570
- "Il secondo libro de madrigali a cinque voci" Venezia: Gardano, 1572
- "Il secondo libro de madrigali a quattro voci, con due arie di canzone francese da sonar" Venezia: Gardano, 1579
- "Il terzo libro de madrigali a cinque voci" Venezia: Gardano, 1580
- "Il quarto libro de madrigali a cinque voci" Venezia: Gardano, 1584
- "Il primo libro de madrigali a sei voci" Venezia: Gardano, 1586